# Klonówiec
Klonówiec (prononciation : [klɔˈnuvjɛt͡s]) est un village polonais de la gmina de Lipno dans le powiat de Leszno de la voïvodie de Grande-Pologne dans le centre-ouest de la Pologne.
Il se situe à environ 3 kilomètres au sud-est de Lipno (siège de la gmina), à 6 kilomètres au nord de Leszno (siège du powiat) et à 60 kilomètres au sud de Poznań (capitale régionale).
Le village possédait une population de 363 habitants en 2006.

## Histoire
De 1975 à 1998, le village faisait partie du territoire de la voïvodie de Leszno.

Depuis 1999, Klonówiec est situé dans la voïvodie de Grande-Pologne.